# Château Nagelmackers
Le château Nagelmackers est un château liégeois du XVIIIe siècle situé dans le quartier d'Angleur.

## Historique

### Premier château
Au début du XVIIIe siècle, Angleur était une paisible bourgade dont le château féodal avait perdu son caractère militaire depuis bien longtemps : c'est dans ses murs qu'en 1313 avait été signée la « Paix d'Angleur ». Ce traité avait mis un terme à la terrible guerre qui avait ravagé le Pays de Liège pendant quarante ans.
La famille de Horion en était la suzeraine depuis son rachat à l'abbaye Saint-Remi de Reims, en 1598, par le Prince-Évêque de Liège Ernest de Bavière qui avait inféodé la terre d’Angleur le 24 avril 1600 au profit de Gérard de Horion, son conseiller privé.
C'est en 1720 que l'arrière petit-fils de ce dernier, le baron Gérard-Assuère de Horion qui deviendra par son mariage en 1725 beau-frère du futur prince-évêque de Liège François-Charles de Velbrück, et en 1727 grand et souverain mayeur de la Cité et du Pays de Liège, décida de construire un nouveau château à quelques pas de l'ancienne maison forte : l'actuel château d'Angleur qui est décrit par Saumery dans Les Délices du Pays de Liège.
À la suite du décès du père du bâtisseur en 1731, prénommé lui aussi Gérard-Assuère (1668-1731), le désormais comte d'Horion, préférant ses châteaux de Heel et de Colonster où est établi son frère Maximilen, vendit le domaine à Arnold François de Thier, chevalier du Saint-Empire, seigneur de Grimonster. 
La famille de Horion devait s'éteindre au décès de Marie-Charlotte, veuve du comte Ferdinand de Hamal, qui, pendant la tourmente révolutionnaire en 1795, suivit le chanoine Michel-François de la Brassinne et les séminaristes réfractaires de Liège, chez son parent, Adrien de la Brassinne, au château Op Mulkes à Herderen.

### XIXesiècle
Le 18 mai 1814, le château d'Angleur fut acquis par Gérard-Théodore Nagelmackers, banquier, président du Conseil provincial de Liège qui remplaça les armes de Arnold François de Thier et de son épouse, née Marie-Josèphe de Plenevaux par les siennes et celles de sa seconde épouse Marie-Anne Dupont. Ce sont toujours ces armes (Nagelmackers-Dupont) qui ornent le fronton du château. 
À son décès en 1859, Gérard Nagelmackers céda son domaine à sa fille du second lit, Valérie, qui avait épousé le comte Louis de Stainlein-Saalenstein. Le pianiste Franz Liszt fut à plusieurs reprises l’hôte du comte et de la comtesse de Stainlein au château d'Angleur. À la suite des décès de son mari et de son unique enfant, Herman, Valérie se défit du domaine au profit de son frère Edmond Nagelmackers qui décéda au château d'Angleur le 12 novembre 1892. Edmond était le père de Georges Nagelmackers, fondateur de la Compagnie des wagons-Lits qui possédait notamment l'Orient-Express. Bien qu’il décéda en son château de Villepreux près de Paris, Georges repose dans le caveau familial au cimetière d'Angleur, selon ses volontés.
Ce fut ensuite Jules Nagelmackers, le frère de Georges, qui, avec son épouse, Élisabeth de Serdobin, descendante du Prince Kourakine, reprit le château d'Angleur, puis ses descendants : c’est ainsi que le château est communément appelé « Château Nagelmackers ». 

### XXesiècle
Après la Première Guerre mondiale, le château passa dans les mains de divers promoteurs immobiliers qui voulaient le démolir pour en faire un lotissement, puis d'un certain Ulrich de Fraipont à partir de 1930: le bourgmestre d'Angleur, René Jadot, s’opposa de toutes ses forces à ces projets de destruction et finit par le faire acquérir par la commune le 21 février 1939. 
Le château servira d'école de police, puis d'hôtel de ville pendant la reconstruction du château de Kinkempois dit « Péralta » (aussi du nom d'une famille qui l'a occupé) avant de devenir l’école professionnelle pour jeunes filles. Après le transfert des activités scolaires vers de nouveaux bâtiments et un incendie en 1975, le château qui, à la suite des fusions de communes était la propriété de la commune de Liège, fut abandonné.
La ville de Liège le proposa en vente publique en octobre 1994 et le château fut acquis en piteux état par l’avocat général Marc de la Brassinne, déjà propriétaire du château de Sainval à Tilff, autre terre qui avait aussi appartenu à la famille de Horion.
L'avocat général fit immédiatement renouveler les toitures et refaire toutes les corniches avant de déposer un projet de rénovation complète en 1995.
Il venait d'obtenir les permis de bâtir en septembre 1996 lorsqu'un mois plus tard il était pris dans la tourmente des affaires qui ont secoué le Royaume de Belgique et il dut renoncer à ses grands projets. Mais Marc de la Brassine avait sauvé le château de la destruction.

### XXIesiècleet la rénovation

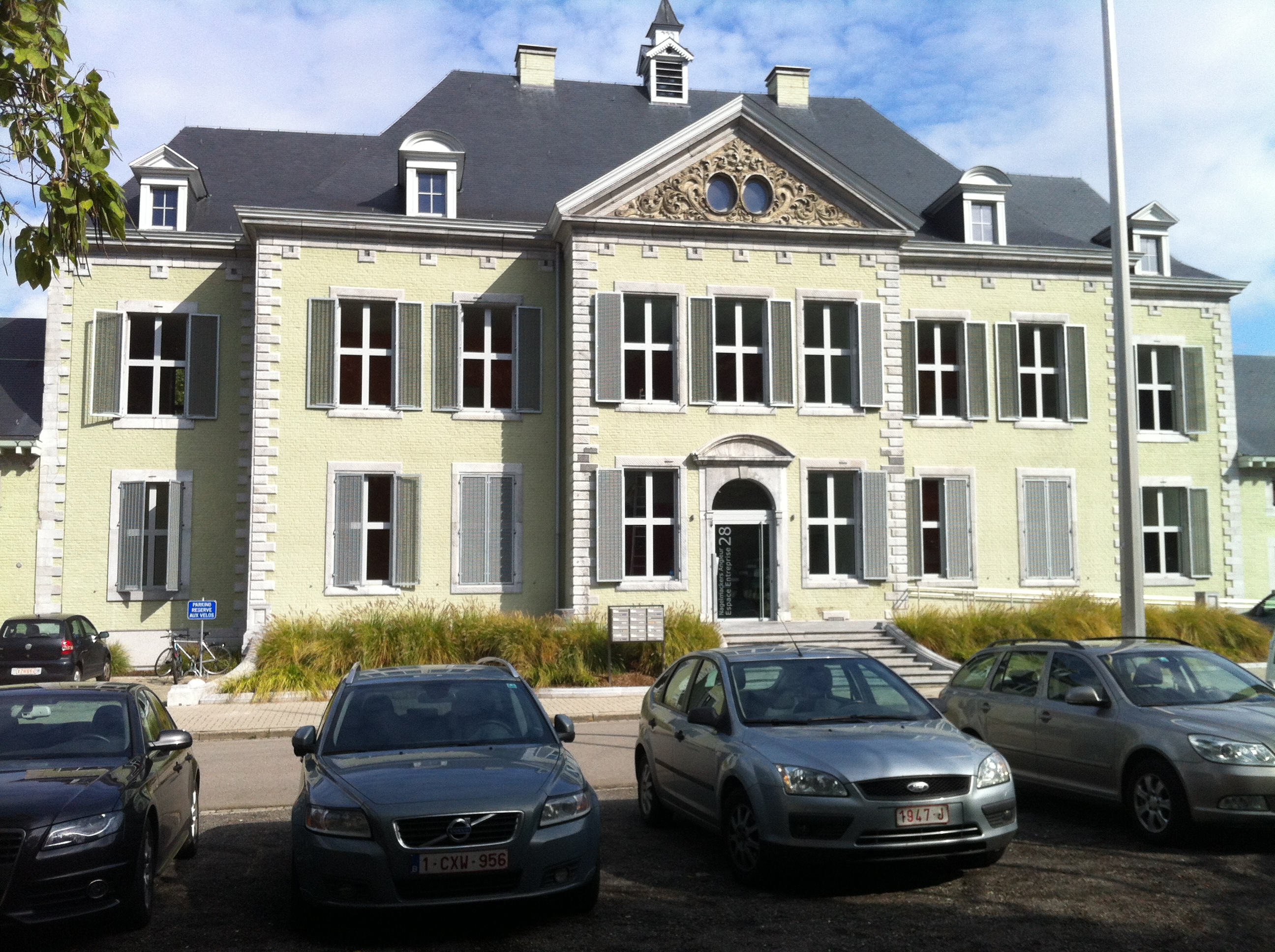
Le château vu depuis le square de la Paix d'Angleur

Finalement, il vendit le bien en 2005 à la Spi+ et au Logis social de Liège.
Entre 2009 et 2010, le château est rénové par la Spi+ en vue d’accueillir des entreprises dans le corps de logis et des logements sociaux dans les dépendances. Le coût des travaux s'élèvent à 3,3 millions d'euros.
Lors de cette rénovation, le bâtiment perd sa couleur blanche qu'elle avait depuis Valérie de Stainlein, et l'on rétablit la couleur tilleul choisie par Nagelmackers en 1815, y compris pour le fronton. L'étude préalable à la restauration a démontré qu'au début XVIIIe siècle, la façade était rouge avec les armoiries du fronton vivement colorées.